# Controversia de las vacunas

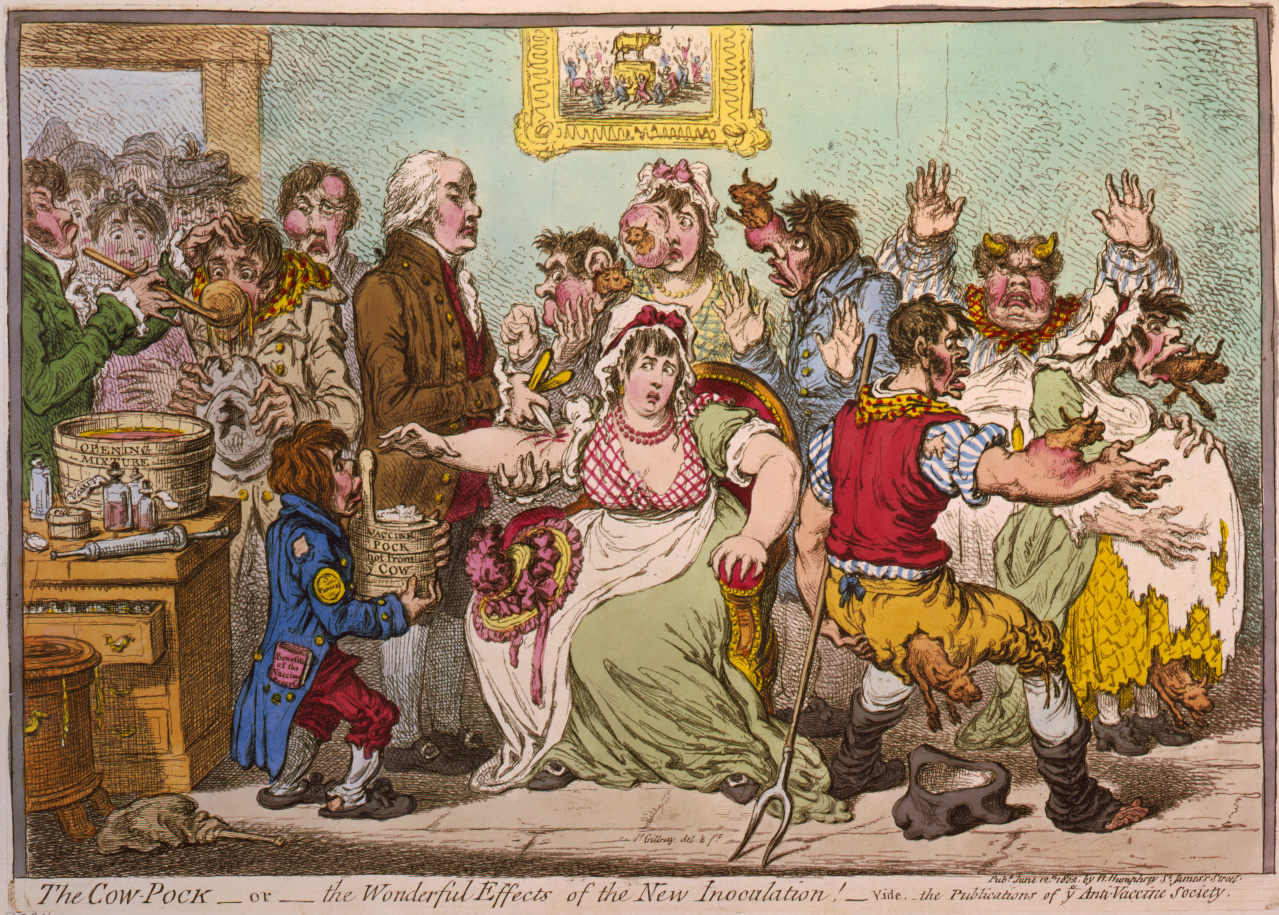
James Gillray, The Cow-Pock—or—the Wonderful Effects of the New Inoculation! (1802)

Porcentaje de la población que está de acuerdo en que es importante vacunar a los niños (2018)

La controversia de las vacunas se refiere a la indecisión sobre las mismas, a su retraso en la aceptación o el rechazo sobre las vacunas a pesar de la disponibilidad de los servicios de vacunación. El término abarca las negativas rotundas a vacunar, el retraso de las vacunas, la aceptación de las vacunas, pero la incertidumbre sobre su uso, o el uso de ciertas vacunas pero no de otras. "Antivacunación" se refiere a la oposición total a la vacunación; en años más recientes, a este tipo de personas se las conoce como "antivacunas". Las dudas sobre las vacunas son complejas y dependen del contexto, ya que varían en función del tiempo, el lugar y las vacunas. Pueden influir en ella factores como la falta de conocimientos y comprensión adecuados con base científica sobre cómo se fabrican las vacunas o cómo funcionan, la complacencia, la conveniencia o incluso el miedo a las agujas.
Existe un consenso científico abrumador de que las vacunas son generalmente seguras y eficaces. La indecisión ante las vacunas suele provocar brotes epidémicos y muertes por enfermedades prevenibles con vacunas.  Por ello, la Organización Mundial de la Salud califica la indecisión en la vacunación como una de las diez principales amenazas para la salud mundial.
La indecisión se debe principalmente a imprecisiones o falsedades sobre las cuestiones médicas, éticas y legales relacionadas con las vacunas. Las dudas sobre las vacunas se derivan de varios factores clave, como la falta de confianza de la persona (desconfianza en la vacuna y/o en el proveedor de atención sanitaria), la complacencia (la persona no ve la necesidad de la vacuna o no ve el valor de la misma) y la conveniencia (el acceso a las vacunas). Ha existido desde la invención de la vacunación. Se ha comprobado que las hipótesis específicas planteadas por los defensores de la antivacunación cambian con el tiempo.
Los activistas y organizaciones antivacunas se han opuesto a las propuestas de ley que obligarían a la vacunación, como el proyecto de ley 277 del Senado de California de Estados Unidos y el No Jab No Pay de Australia. La oposición a la vacunación obligatoria puede basarse en el sentimiento antivacunas, en la preocupación de que viola las libertades civiles o reduce la confianza del público en la vacunación, o en la sospecha de que la industria farmacéutica se lucra.

## Historia

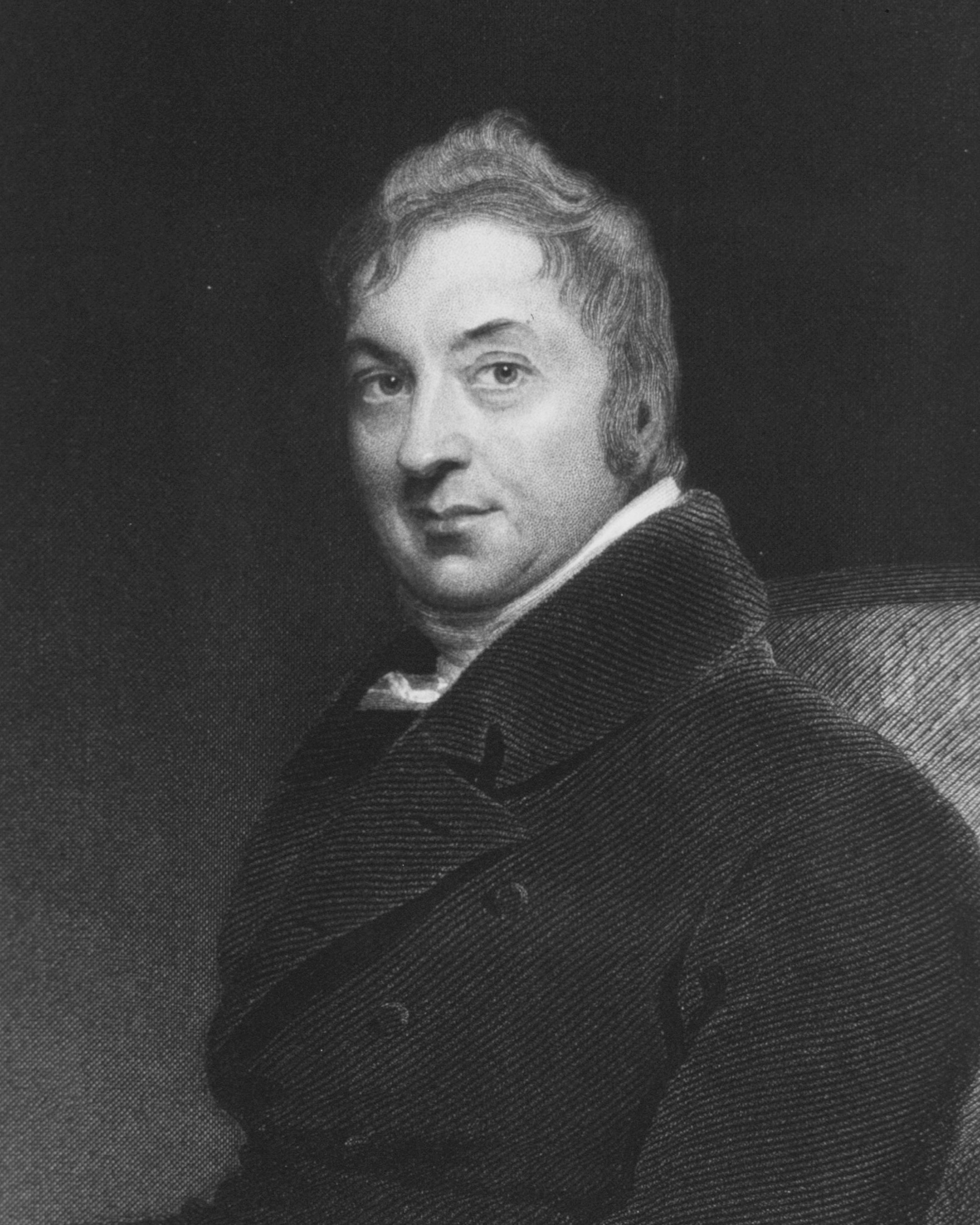
Edward Jenner

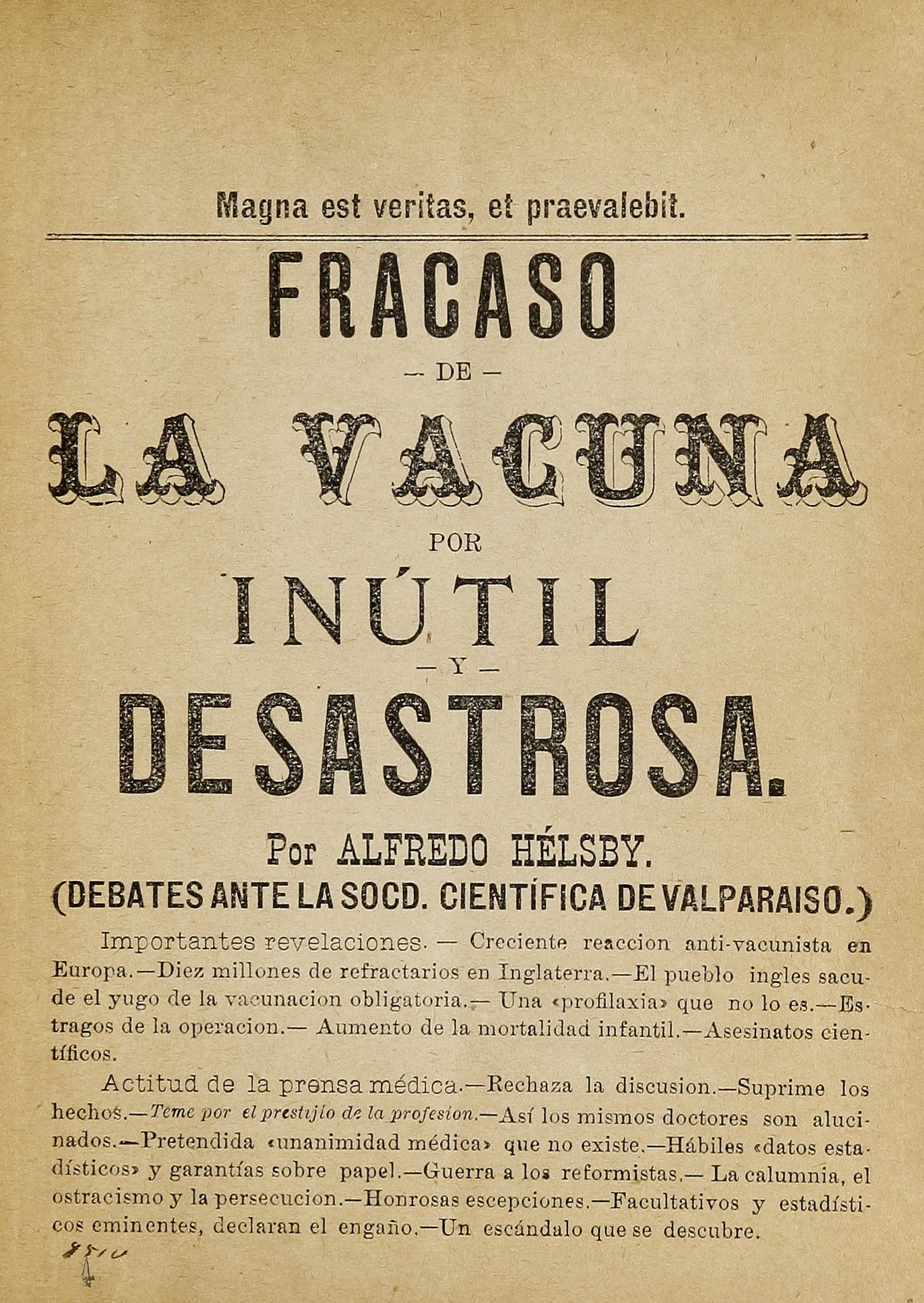
Documento antivacuna por Alfredo Helsby (1898).

Los argumentos religiosos contra la inoculación ya existían incluso antes del trabajo de Edward Jenner; por ejemplo, en un sermón de 1772 titulado "La Peligrosa y Pecaminosa Práctica de la Inoculación", el teólogo inglés Reverendo Edmund Massey argumentaba que las enfermedades son enviadas por Dios para castigar el pecado y que cualquier intento de prevenir la viruela a través de la vacunación es una "operación diabólica". Algunos antivacunas aún fundamentan su postura en sus creencias religiosas.
Después del trabajo de Jenner, la vacunación se extendió en el Reino Unido a principios del siglo XIX. La inoculación, que precedió a la vacunación, fue prohibida en 1840 debido a sus mayores riesgos. Las políticas públicas y las sucesivas campañas de vacunación fomentaron primero la vacunación, y posteriormente, en 1853, la hicieron obligatoria para todos los niños, con penas de prisión en caso de incumplimiento. Esto supuso un cambio significativo en la relación entre el estado británico y sus ciudadanos, y de hecho hubo un rechazo generalizado. Después de que, en 1867, se extendió por ley la obligatoriedad de la vacunación hasta los 14 años, sus oponentes enfocaron sus protestas en el infringimiento de las libertades individuales, y finalmente en 1898 la ley permitió la objeción de conciencia respecto a la vacunación obligatoria.
En el siglo XIX, la ciudad de Leicester en el Reino Unido consiguió un alto nivel de aislamiento en casos de viruela, y una gran reducción en su propagación en comparación con otras regiones. El enfoque de Leicester respecto a la viruela consistió en disminuir las vacunaciones y en cambio invertir más en mejoras sanitarias. Sin embargo, el informe de Bigg sobre los procedimientos de salud pública en Leicester, presentados como evidencia ante la Comisión Real, se referían a la erisipela, una infección de los tejidos superficiales frecuente como complicación en cualquier procedimiento quirúrgico.
En los Estados Unidos, el presidente Thomas Jefferson se interesó especialmente en la vacunación, junto con el Dr. Waterhouse, facultativo jefe en Boston. Jefferson fomentó el desarrollo de formas de transporte de vacunas a lo largo de los estados del sur, incluyendo medidas para proteger las vacunas del calor, una de las principales causas de la inefectividad de algunas partidas. Los brotes de viruela fueron controlados en la última mitad del siglo XIX. Las tasas de vacunación bajaron después de esta disminución en los casos de viruela, y la enfermedad se volvió epidémica de nuevo a finales del siglo XIX.
El activismo antivacunación, conocido como el movimiento antivacunas, aumentó de nuevo en Estados Unidos al final del siglo XIX. En 1879, después de una visita a Nueva York de William Tebb, un prominente antivacunas británico, se fundó la Sociedad Antivacunación de América. La Liga Antivacunación Obligatoria de Nueva Inglaterra se formó en 1882, y la Liga Antivacunación de Nueva York en 1885.
John Pitcairn, el adinerado fundador de la Pittsburgh Plate Glass Company (hoy en día PPG Industries), emergió como uno de los principales financiadores y líder del movimiento americano antivacunación. El 5 de marzo de 1907, en Harrisburg, Pensilvania, pronunció un discurso ante el Comité de Salud Pública y Saneamiento de la Asamblea General de Pensilvania, criticando la vacunación. Posteriormente, Pitcairn también patrocinó la Conferencia Nacional Antivacunación, llevada a cabo en octubre de 1908 en Filadelfia, y que llevó a la creación de la Liga Antivacunación de América. Cuando la Liga se organizó posteriormente ese mes, Pitcairn fue elegido como su primer presidente. El 1 de diciembre de 1911, Pitcairn fue convocado por el gobernador de Pensilvania, John K. Tener ante la Comisión Estatal de Vacunación de Pensilvania, y posteriormente presentó un informe detallado oponiéndose firmemente a las conclusiones de la comisión. Pitcairn continuó siendo un firme opositor a la vacunación hasta su muerte en 1916.
En noviembre de 1904, en respuesta a años de enfermedad y saneamiento inadecuado y seguida de una campaña pública pobremente promovida llevada a cabo por el renombrado cargo brasileño de salud pública Oswaldo Cruz, ciudadanos y cadetes militares de Río de Janeiro se levantaron en la Revolta da Vacina. Los disturbios empezaron el día en que la ley de vacunación entró en vigor; la vacunación simbolizaba el más temido y tangible aspecto de un plan de salud pública que incluía otros aspectos, como una renovación urbanística, que había sido fruto de oposición durante años.
En los inicios del siglo XIX, el movimiento antivacunación acogió a miembros de distintos ámbitos de la sociedad. Más recientemente, es un fenómeno predominantemente asociado a las clases medias. Los argumentos contra las vacunas que se exponen en el siglo XXI son frecuentemente similares a los que se usaban los antivacunas del siglo XIX.
De entre los acontecimientos del siglo XX, destacan la emisión en 1982 de "DPT: Vaccine Roulette", que desató el debate sobre la vacuna DPT, así como la publicación en 1998 de un artículo académico posteriormente desacreditado que despertó la controversia sobre la vacuna triple vírica.

## Efectividad

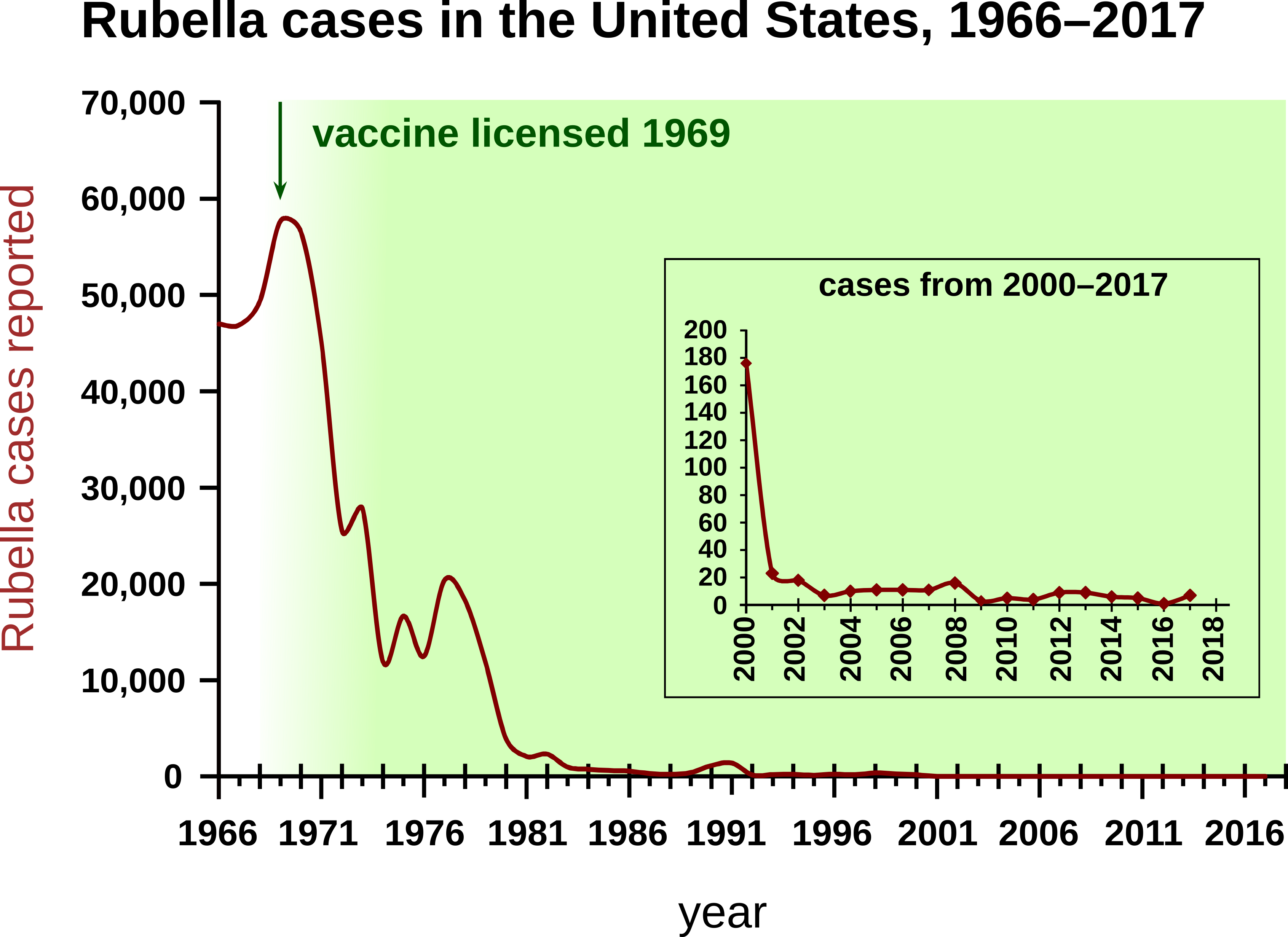
La incidencia de la rubeola disminuyó abruptamente cuando se introdujo la vacunación universal. CDC

La vacunación masiva ayudó a erradicar la viruela, que hasta entonces había llegado a matar hasta a uno de cada 7 niños en Europa. La vacunación ha erradicado prácticamente la poliomielitis. Como ejemplo más modesto, la incidencia de infección invasiva con Haemophilus influenzae, una de las causas principales de meningitis bacteriana y otras enfermedades graves en niños, ha disminuido en aproximadamente un 99 % en los EE. UU. desde la introducción de la vacuna correspondiente en 1988. La vacunación total de todos los niños en EE. UU. nacidos en un año concreto, desde el nacimiento hasta la adolescencia, se estima que evita 30 000 muertes y previene 14 millones de infecciones.
Algunos críticos a las vacunas sostienen que nunca ha habido ningún beneficio a la salud pública derivado de la vacunación. Así, argumentan que la reducción de enfermedades infecciosas, cuya incidencia era enorme en condiciones de sobrepoblación, malas condiciones sanitarias, casi inexistente higiene y un periodo anual de dieta restringida, se debe a cambios en las condiciones de vida más que a la vacunación. Otros críticos argumentan que la inmunidad dada por las vacunas es solo temporal y requiere nuevas dosis como refuerzo, mientras los que sobreviven a la enfermedad tienen inmunidad permanente. Como se muestra posteriormente, las filosofías de los practicantes de algunas medicinas alternativas son incompatibles con la idea de que las vacunas son efectivas.
Los niños que sobreviven a enfermedades como la difteria desarrollan una inmunidad natural que dura más que la desarrollada vía vacunación. A pesar de que la mortalidad global es mucho más baja con vacunación, el porcentaje de adultos protegidos contra la enfermedad puede ser también más bajo.

### Salud pública
La falta de cobertura completa de la vacunación incrementa el riesgo de enfermedad para la población en su totalidad, incluyendo a aquellos que ya han sido vacunados, ya que reduce la inmunidad de grupo. Por ejemplo, la vacuna del sarampión se usa en niños con edades entre los 9 y 12 meses, y el estrecho lapso que transcurre entre la desaparición de los anticuerpos maternales (antes de los cuales la vacuna en ocasiones no logra la seroconversión) y la infección natural implica que los niños vacunados son frecuentemente todavía vulnerables. La inmunidad de grupo atenúa esta vulnerabilidad si todos los niños son vacunados. Aumentar la inmunidad de grupo durante una epidemia o amenaza de epidemia es posiblemente la justificación más ampliamente aceptada para la vacunación en masa. La vacunación en masa también ayuda a incrementar la cobertura rápidamente, obteniéndose así inmunidad grupal, cuando se introduce una nueva vacuna.

### Relación coste-efectividad
Las vacunas que se usan frecuentemente son una forma preventiva y eficiente económicamente de promover la salud, en comparación con el tratamiento de las enfermedades puntuales o crónicas. En los Estados Unidos, durante el año 2001, la vacunación rutinaria de niños contra 7 enfermedades permitió ahorrar un estimado de 40 000 millones de dólares en costes sociales, de ellos 10 000 millones directamente en costes sanitarios. La relación beneficio-coste para estas vacunaciones se estimó en 16,5.

### Consecuencias de la reducción de la vacunación
En diversos países, la disminución de uso de determinadas vacunas fue seguida de un incremento en la mortalidad. De acuerdo a los Centros para el Control y Prevención de Enfermedades, son necesarios periodos persistentes de alta cobertura de vacunación para prevenir el resurgimiento de enfermedades que han sido prácticamente eliminadas.
Estocolmo, viruela (1873–74)
Una campaña antivacunación, respaldada en objeciones religiosas y preocupación sobre la efectividad de las vacunas y los derechos individuales, llevó a que la tasa de vacunación en Estocolmo bajase casi un 40 %, en comparación con el 90 % en el resto de Suecia. Poco después, en 1873, se dio un importante brote epidémico de viruela, que finalizó al volver a incrementarse la tasa de vacunación.
Reino Unido, DPT (1970s–80s)

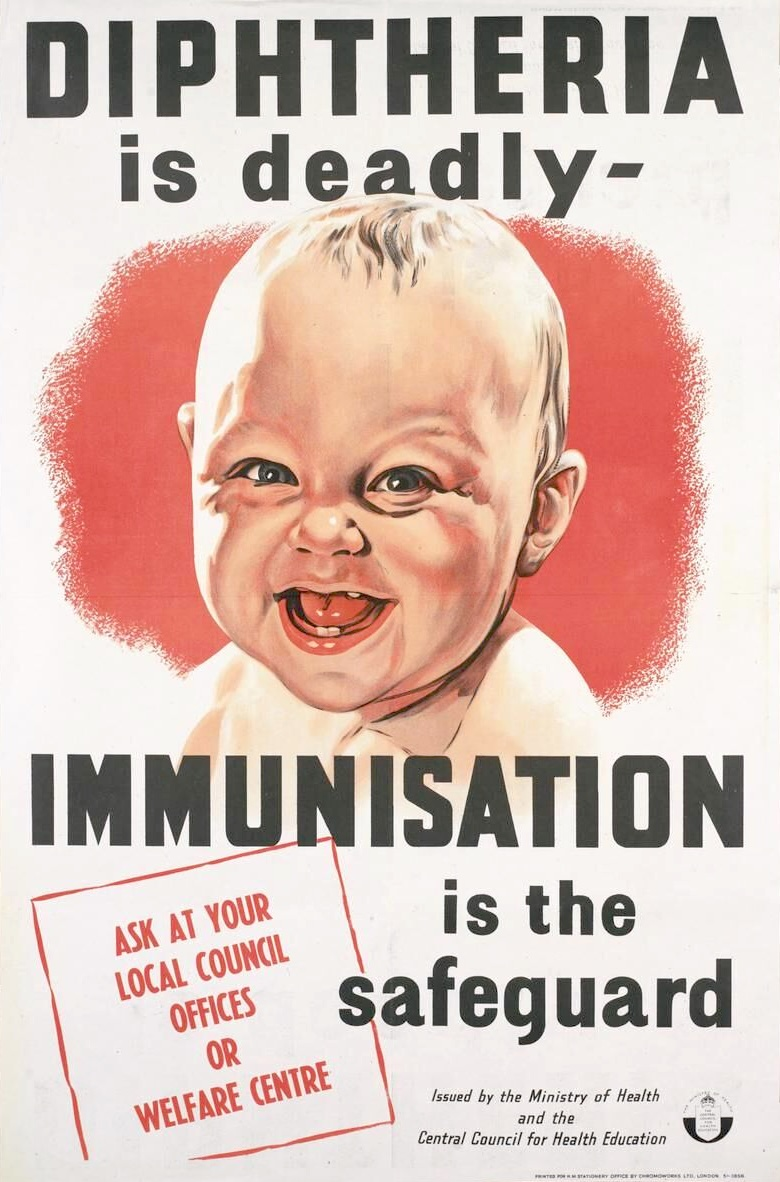
En un póster posguerra, el departamento de salud del Reino Unido insta a los residentes británicos a inmunizar a sus hijos contra la difteria.

Hay una historia de desinformación detrás del movimiento antivacunas. En 1974, el neurólogo pediátrico John Wilson publicó un artículo en el “Archives of Disease in Childhood“ (Archivos de enfermedad en la infancia) diciendo que la vacuna contra la difteria-tétanos-tos ferina (DTP) causó que 50 niños en un hospital de Londres sufrieran ceguera, parálisis y discapacidades mentales. El estudio causó olas en los medios y en 1982, NBC emitió un especial de una hora titulado DTP: Vaccine Roulette (ruleta de vacunas), mostrando imágenes de niños con brazos y piernas marchitados. Pronto, grupos de apoyo antivacunas nacieron, y los padres evitaron la vacuna contra el pertussis, resultando en brotes masivos. En la siguiente década, no menos de 14 estudios desacreditaron el reclamo original de Wilson y encontraron que los niños que Thompson describía muy probablemente tenían un desorden genético caracterizado por convulsiones tempranas y atrasos de desarrollo severos.
En aquel informe de 1974 que mostraba 36 reacciones a la vacuna contra la tosferina, John Wilson sostenía que la efectividad de la vacuna era marginal, y cuestionaba si sus beneficios compensaban sus riesgos. La extensiva cobertura tanto televisiva como por parte de la prensa despertó la alarma, y así la tasa de vacunación contra la tosferina en el Reino Unido descendió desde el 81 % hasta el 31 %. Este descenso aumentó los brotes epidémicos de tosferina, que causaron la muerte de varios niños. La comunidad médica seguía respaldando la efectividad y seguridad de la vacuna, y la confianza de la población se recuperó después de la publicación de un informe que respaldaba su eficacia. La tasa de vacunación se incrementó hasta más del 90 %, y la incidencia de la enfermedad descendió dramáticamente.
Suecia, tosferina (1979–96)
En el periodo de moratoria que transcurrió entre 1979 y 1996 en Suecia, en el que se suspendió la vacunación contra la tosferina, un 60 % de los niños desarrollaron la potencialmente fatal enfermedad antes de cumplir los 10 años. La vigilancia médica continua mantuvo la tasa de muertes en aproximadamente una por año. La tosferina sigue siendo un problema grave de salud en países en desarrollo, en los que no se practica la vacunación masiva. La Organización Mundial de la Salud estima que 294 000 muertes fueron debidas a esta causa en 2002.
Países Bajos, sarampión (1999–2000)
Un brote en una comunidad-escuela religiosa en los Países Bajos ilustra el efecto del sarampión en una población no vacunada. La población de las diferentes provincias afectadas tenía un alto nivel de inmunización, con la excepción de una de las comunidades religiosas, que tradicionalmente no aceptaba la vacunación. Las 3 muertes y las 68 hospitalizaciones por sarampión que ocurrieron de entre 2961 casos en los Países Bajos demuestran que el sarampión puede ser severo y puede causar la muerte, incluso en países industrializados.
Reino Unido e Irlanda, sarampión (2000)
Como resultado de la controversia acerca de la vacuna triple vírica, la conformidad con la vacunación descendió abruptamente en el Reino Unido a partir de 1996.  Desde finales de 1999 hasta el verano de 2000, aparecieron brotes de sarampión en el norte de Dublín, Irlanda. En aquel momento, el grado de inmunización a nivel nacional había caído por debajo del 80 %, y en el norte de Dublín la cifra rondaba el 60 %. Se dieron más de 100 ingresos hospitalarios, sobre 300 casos. Tres niños murieron y otros muchos enfermaron gravemente, algunos requiriendo ventilación mecánica para su recuperación.
Nigeria, polio, sarampión, difteria (2001 en adelante)
En los primeros años 2000, líderes religiosos conservadores del norte de Nigeria, suspicaces respecto a la medicina occidental, recomendaron a sus seguidores que no vacunasen a sus hijos con la vacuna oral contra la polio. El boicot fue avalado por el gobernador del estado de Kano, y la inmunización fue suspendida durante meses. Como consecuencia, la poliomielitis reapareció en una docena de países vecinos de Nigeria, previamente libres de polio, y los tests genéticos determinaron que el virus era el mismo que se había originado en el norte de Nigeria. Así, Nigeria se había convertido en un exportador del virus de la polio hacia sus vecinos africanos. La población de los estados del norte también se mostraba recelosa de otras vacunaciones, y así se reportaron 20 000 casos de sarampión y cerca de 600 muertos desde enero hasta marzo de 2005. En 2006, Nigeria tenía más de la mitad de todos los nuevos casos de polio en el mundo. Los brotes continuaron desde entonces; por ejemplo, al menos 200 niños murieron por brotes de sarampión a finales de 2007 en el estado de Borno.
Indiana, sarampión (2005)
Un brote de sarampión aparecido en 2005 en el estado estadounidense de Indiana fue atribuido a padres que habían rechazado que sus hijos fueran vacunados. La mayoría de casos de tétanos pediátrico en los Estados Unidos se dan en niños cuyos padres se han opuesto a su vacunación.

## Seguridad
Pocos son los que niegan los enormes avances que la vacunación ha provocado de cara a la salud pública. Una preocupación más común es la seguridad de las vacunaciones. Todas las vacunas pueden tener efectos secundarios, y la seguridad de la inmunización es una preocupación real. A diferencia de la mayoría de intervenciones médicas, las vacunas se administran a personas saludables, y la gente está mucho menos dispuesta a tolerar los efectos adversos de las vacunas que los efectos secundarios de otros tratamientos. A medida que el éxito de los programas de inmunización aumenta y la incidencia de las enfermedades disminuye, la atención pública tienda a desplazarse desde los riesgos de la enfermedad hacia los riesgos de la vacunación, por lo que mantener el apoyo popular a los programas de vacunación se convierte en un reto para las autoridades sanitarias.
La preocupación respecto a la seguridad de las vacunas frecuentemente sigue un mismo patrón. Primero, algún investigador sugiere que alguna condición médica de prevalencia creciente o causa desconocida es un efecto adverso de la vacunación. El estudio inicial, así como los subsiguientes estudios por el mismo grupo, usan metodologías inadecuadas, típicamente un grupo de casos poco o nada controlado. Se suele realizar un anuncio prematuro de los efectos adversos supuestamente provocados por la vacuna, mostrando además casos individuales de personas afectadas, sin mencionar los potenciales afectados en caso de no usar la vacuna. El estudio inicial no suele ser reproducido por otros grupos y, finalmente, hace falta mucho tiempo para recuperar la confianza pública en la vacuna. Los efectos adversos asignados a las vacunas típicamente tienen origen desconocido, incidencia creciente, cierta plausibilidad biológica, ocurrencia próxima al momento de la vacunación, y efectos temibles.
Las controversias en esta área giran alrededor de la pregunta de si los riesgos de los eventos adversos percibidos después de la inmunización sobrepasan a los beneficios de prevenir los efectos adversos de enfermedades comunes. Hay evidencia científica de que la inmunización puede causar eventos adversos en casos raros, como la parálisis causada por la vacuna contra la poliomielitis. La evidencia científica actual no apoya la hipótesis de causalidad para desórdenes más comunes como el autismo. Aunque la hipótesis de que las vacunas causan autismo son biológicamente implausibles, sería difícil estudiar científicamente si el autismo es menos común en niños que no siguen los esquemas de vacunación recomendados, porque un experimento basado en negar vacunas a niños podría ser no ético, y porque los resultados podrían estar estadísticamente distorsionados por las diferencias en el cuidado de la salud buscando comportamientos determinados en niños infra-vacunados.

### Teoría de la sobrevacunación
La sobrevacunación es la noción de que aplicar varias vacunas a la vez puede sobrecargar o debilitar el sistema inmunológico del niño y dar lugar a efectos adversos. Aunque la evidencia científica no apoya e incluso contradice esta idea, muchos padres de niños con autismo aun creen firmemente que la sobrevacunación causaría autismo, lo que ha originado que muchos padres retrasen o eviten inmunizar a sus hijos. Estos malentendidos por parte de los padres son los principales obstáculos para la inmunización infantil.
La idea de la sobrevacunación es inconsistente por varias razones. Primero, las vacunas no "sobrecargan el sistema inmunológico"; en realidad, estimaciones conservadoras predicen que el sistema inmunológico puede responder a miles de virus simultáneamente. Además, a pesar del incremento en el número de vacunas en las últimas décadas, las mejoras en el diseño de las vacunas han reducido su carga inmunológica, de tal manera que el número de componentes inmunológicos en las 14 vacunas que se administraban a los niños estadounidenses en 2009 es menos del 10 % de la que había en las 7 vacunas que se ponían en 1980. Es más, las vacunas constituyen solo una escasa fracción de todos los patógeneos que de forma natural se encuentran en un niño en un año normal y afecciones más comunes en los niños, como fiebre o infecciones del oído medio representan riesgos mucho mayores para el sistema inmunológico que las vacunas En segundo lugar, hay estudios que muestran que las vacunaciones, incluso vacunaciones múltiples y concurrentes, no debilitan el sistema inmunológico ni comprometen la inmunidad en conjunto. Finalmente, no hay evidencia de un efecto auto-inmune en el autismo La ausencia de evidencia que apoye la hipótesis de la sobrevacunación, combinada con los descubrimientos que directamente la contradicen, llevan a la conclusión de que los actuales programas de recomendación de vacunas no "sobrecargan" o debilitan el sistema inmunológico.

### Infección prenatal
Hay evidencia de que la esquizofrenia está asociada con la exposición prenatal a la infección por rubéola, gripe, y toxoplasmosis. Por ejemplo, un estudio encuentra que se septuplica el riesgo de esquizofrenia cuando las madres fueron expuestas a la gripe en el primer trimestre de gestación. Esto puede tener implicaciones en la salud pública, pues las estrategias para prevenir la infección incluyen vacunación, antibióticos y simple higiene. Sobre la base de estudios en animales, han surgido preocupaciones teóricas sobre la posible relación entre la esquizofrenia y la respuesta inmune materna activada por virus antígenos. Una revisión de 2009 concluyó que no había evidencia suficiente para recomendar el uso rutinario de la vacuna trivalente contra la gripe durante el primer trimestre del embarazo, pero que la vacuna era todavía recomendable fuera del primer trimestre y en circunstancias especiales como en pandemias o en mujeres con otras condiciones especiales. El Comité asesor sobre prácticas de inmunización del CDC, el Colegio americano de obstetricistas y ginecólogos y la Academia americana de médicos de familia recomiendan a las mujeres embarazadas vacunarse rutinariamente contra la gripe, por varias razones:
- su riesgo de tener importantes complicaciones médicas relacionadas con la gripe durante los dos últimos trimestres;
- sus mayores tasas de hospitalización relacionada con la gripe, en comparación con las mujeres no embarazadas;
- la posible transferencia materna de anticuerpos antigripales al feto, que protegen a los hijos de la gripe, y;
- varios estudios no han encontrado perjuicio de las vacunas a las mujeres embarazadas o sus hijos.

A pesar de esta recomendación, solo el 16 % de las mujeres embarazadas sanas de Estados Unidos reconocidas en 2005, fueron vacunadas contra la gripe.

### Relación entre la vacunación y la posible aparición de diversas enfermedades

#### Hipótesis de una posible relación entre vacunación y autismo

##### Vacuna triple vírica
En el Reino Unido, la vacuna triple vírica fue objeto de controversia después de la publicación en The Lancet de un artículo en 1998 de Andrew Wakefield et al., sobre un estudio de 12 niños, mayoritariamente con trastornos del espectro autista con inicio poco después de administrarles la vacuna. Durante una conferencia de prensa en 1998, Wakefield sugirió que inyectar a los niños a vacuna en tres dosis separadas sería más segura que la vacunación en una única dosis. Esa sugerencia no estaba respaldada por el artículo, y varios estudios con revisión posteriores fracasaron en mostrar cualquier relación ente la vacuna y el autismo.
Posteriormente se supo que Wakefield había recibido financiación de demandantes contra los fabricantes de la vacuna y que Wakefield no había informado a sus colegas ni a las autoridades médicas de su conflicto de intereses. Si esto hubiese sido conocido, la publicación en The Lancet podría no haber tenido lugar en la forma en la que fue.
Wakefield ha sido enormemente criticado por sus bases científicas y por causar una disminución en las tasas de vacunación, como también por sus bases éticas por el modo en que fue hecha la investigación. En 2009 The Sunday Times informó que Wakefield había manipulado los datos de los pacientes y los resultados en su artículo de 1998, creando la apariencia de un vínculo con el autismo.
En 2004, la interpretación del artículo autismo-MMR fue retractada formalmente por 10 de los 12 coautores, y en 2010 los editores de The Lancet retiraron completamente el artículo.
El CDC, el IOM de la Academia Nacional de Ciencias de Estados Unidos, y el Servicio Nacional de Salud del Reino Unido concluyeron que no hay evidencia de relación ente la vacuna triple vírica y el autismo. Una revisión sistemática realizada por la Biblioteca Cochrane concluyó que no había un vínculo verosímil ente la vacuna triple vírica y el autismo, que la triple vírica había prevenido enfermedades que todavía llevaban una gran carga de muerte y complicaciones, que la pérdida de confianza en la triple vírica había perjudicado la salud pública y que los resultados sobre el diseño y problemas de seguridad en estudios sobre la vacuna triple vírica eran muy inadecuados.

##### Tiomersal
En 1999, los Centros para el Control y Prevención de Enfermedades (CDC, en inglés) y la Academia Estadounidense de Pediatría (AAP, en inglés) solicitaron a los fabricantes de vacunas que eliminasen de las vacunas el compuesto organomercúrico tiomersal tan rápido como fuese posible, y el tiomersal ha sido retirado paulatinamente de las vacunas de Estados Unidos y Europa, excepto en algunos preparados de la vacuna contra la gripe. El CDC y la AAP siguieron el principio de precaución, el cual asume que no hay perjuicio en ser precavidos, incluso si después resultase que no era necesario, pero su petición de 1999 provocó tal confusión y controversia que desvió atención y recursos en los esfuerzos para determinar las causas del autismo.
Desde el 2000, se ha acusado al tiomersal presente en las vacunas infantiles de contribuir al autismo, y miles de padres en los Estados Unidos han demandado compensaciones legales de fondos federales. En 2004, un comité del Instituto de medicina (IOM, en inglés) se manifestó a favor de rechazar cualquier relación causal entre las vacunas que llevasen tiomersal y el autismo. Las tasas de incidencia del autismo se ha incrementado de forma constante incluso después de que el tiomersal fuese eliminado de las vacunas infantiles.
Actualmente no hay ninguna evidencia científica aceptada de que la exposición al tiomersal sea un factor causante del autismo.

#### Uso de aluminio como coadyuvante inmunológico
Se usan compuestos de aluminio como coadyuvantes inmunológicos para incrementar la efectividad de muchas vacunas. Las cantidades de aluminio ingeridas por esta vía son mucho más pequeñas que las cantidades ingeridas por cualquier otra fuente como los preparados infantiles.  En algunos casos, esos compuestos han sido asociados con enrojecimientos, picores y fiebre moderada, pero su uso en vacunas no ha sido asociado con sucesos adversos importantes. En algunos casos, se han asociado vacunas que contienen aluminio con miofascitis macrofágica (MMF), lesiones microscópicas localizadas que contienen sales de aluminio, que persisten hasta 8 años. Sin embargo, estudios recientes sobre casos controlados no han encontrado síntomas clínicos específicos en individuos con biopsias que mostraban MMF, y no hay evidencia de que las vacunas que contienen aluminio sean un riesgo serio contra la salud o justifiquen cambios en las prácticas inmunizadoras.

### Otros asuntos referidos a la seguridad
Otros asuntos referidos a la seguridad de las vacunas se han publicado en Internet, en reuniones informales, en libros y en simposios. Incluyen hipótesis como que la vacunación puede causar el síndrome de muerte súbita del lactante, ataques epilépticos, alergias, esclerosis múltiple y enfermedades autoinmunes como diabetes tipo 1, así como hipótesis de que las vacunaciones pueden transmitir la encefalopatía espongiforme bovina, el virus de la hepatitis C y el SIDA. Esas hipótesis fueron investigadas, con la conclusión de que las vacunas usadas actualmente cumplen las más rigurosas normas de seguridad y que las críticas a la seguridad de las vacunas en la prensa popular no están justificadas.
Relacionado con la seguridad de las vacunas, aunque no directamente por las mismas, cabe destacar el auge en la distribución y venta de vacunas, falsificadas o no, a través de canales no seguros, como es la venta por internet. La venta y dispensación de vacunas debe hacerse a través de los canales autorizados (oficinas de farmacia) que garantizan el mantenimiento de las condiciones de conservación óptimas (cadena del frío). La venta por internet de este tipo de fármacos es una amenaza directa a la seguridad (aparte de los aspectos de fraude comercial).

## Argumentos antivacunación frente a su beneficio grupal en la sociedad

### Religión
La vacunación ha encontrado oposición por motivos religiosos ya desde que se introdujo, incluso cuando la vacunación no es obligatoria. Algunos opositores cristianos argumentaban, cuando la vacunación empezaba a usarse ampliamente, que si Dios había decidido que alguien debía morir de viruela, sería un pecado impedir la voluntad de Dios mediante la vacunación. La oposición religiosa continúa hasta la actualidad, en varios niveles, incrementando las dificultades éticas cuando el número de niños no vacunados amenaza con perjudicar a toda la población.
Muchos gobiernos permiten a los padres decidir que sus hijos no participen en las vacunaciones obligatorias por motivos religiosos; algunos padres invocan falsamente creencias religiosas para ser eximidos de la vacunación.

### Libertad individual
Las políticas de vacunación obligatoria han provocado en varias ocasiones la oposición de personas que dicen que el gobierno no debería inmiscuirse en la libertad de un individuo de escoger su medicación, incluso si esa elección incrementa el riesgo de enfermedad para ellos o para otros. Si un programa de vacunación reduce exitosamente la amenaza de una enfermedad, puede reducir la percepción del riesgo lo suficiente para que sea una estrategia óptima que un individuo rechace la vacunación a niveles de protección por debajo de ese óptimo para la comunidad. Eximir a alguna gente de las vacunas obligatorias resulta en el problema de los beneficiarios parásitos, en el cual unos pocos individuos ganan la ventaja de la inmunidad de grupo sin pagar el costo; demasiadas exenciones pueden causar pérdida de la inmunidad del grupo, incrementando sustancialmente los riesgos incluso de individuos vacunados.

### Terapias de medicina alternativa
Muchas formas de medicina alternativa se basan en filosofías que se oponen a la vacunación y tienen practicantes que manifiestan su oposición. En ellas se incluye la antroposofía, algunos elementos de la comunidad quiropráctica, algunos homeópatas, y naturópatas.
Históricamente, la quiropráctica se opone intensamente a la vacunación basándose en su creencia de que todas las enfermedades pueden seguirse hasta su causa en la columna vertebral y, por tanto, no se verían afectadas por las vacunas; Daniel D. Palmer, el fundador de la quiropráctica, escribió, "Es el colmo del absurdo esforzarse en 'proteger' a una persona de la viruela o cualquier otra enfermedad inoculándole con un mugriento veneno animal". La vacunación sigue siendo un asunto controvertido dentro de esa profesión. Aunque la mayoría de los escritos quiroprácticos sobre la vacunación se centran en sus aspectos negativos, el sentimiento antivacunación está atado a lo que parece ser una minoría de quiroprácticos. La Asociación Americana de Quiropráctica y la Asociación Internacional de Quiropráctica apoyan las exenciones individuales a las leyes de vacunación obligatoria y una encuesta de 1995 entre quiroprácticos estadounidenses mostró que alrededor de un tercio creían que no había pruebas científicas de que la inmunización previniese enfermedades. Mientras que la Asociación Canadiense de Quiropráctica apoya la vacunación, una encuesta de 2002 en Alberta mostró que el 25 % de los quiroprácticos aconsejaban a sus pacientes a favor, y el 27 % en contra, de vacunarse ellos o sus hijos. Aunque la mayoría de los centros quiroprácticos de formación intentan enseñar sobre la vacunación de forma responsable, algunos tienen facultades que parecen favorecer puntos de vista negativos. Una encuesta cruzada en 1999-2000 a estudiantes de la Universidad Memorial Quiropractic de Canadá, que oficialmente no enseña puntos de vista antivacunación, mostraba que los alumnos de cuarto curso se oponían a la vacunación de forma más intensa que los de primeros cursos, con un 29,4 % de los alumnos de cuarto contrarios a la vacunación.
Varias encuestas han mostrado que algunos practicantes de la homeopatía, especialmente los homeópatas sin ninguna formación médica, aconsejan a sus pacientes contra la vacunación. Por ejemplo, una encuesta a homeópatas registrados en Austria mostró que solo el 28 % consideraban que la inmunización era una medida preventiva importante, y el 83 % de los homeópatas encuestados en Sídney (Australia) no recomendaban la vacunación.
Muchos practicantes de la naturopatía también se oponen a la vacunación.

### Motivos económicos y controversias sobre la efectividad real de la vacunación
A finales del siglo XX las vacunas eran un producto con bajos márgenes de beneficio, y el número de compañías dedicadas a la manufactura de vacunas descendía. Además de los bajos beneficios y los riesgos de asumir responsabilidades, los fabricantes se quejaban de los bajos precios que pagaban por las vacunas el CDC y otros organismos gubernamentales estadounidenses. A principios del siglo XXI, el mercado de las vacunas creció de forma importante con la aprobación de la vacuna Prevnar, junto con un pequeño número de otras vacunas de muy alta facturación como Gardasil y Pediarix, cada una de las cuales proporcionó beneficios de venta por encima de mil millones de dólares en 2008.
Debido a lo anteriormente mencionado, los críticos a la vacunación han acusado a la industria de las vacunas de falsear la seguridad y efectividad de las vacunas, ocultando y suprimiendo información e influyendo en las decisiones de política sanitaria para conseguir ganancias económicas.
Sin embargo, no es menos cierto que el movimiento antivacunas logra beneficios económicos y propaganda al promover controversias sobre las vacunas, no solo los abogados que piden altos honorarios a las víctimas de efectos secundarios y aprovechan el tirón mediático para publicitarse, sino también terapeutas alternativos y timadores que ofrecen suplementos caros y de dudosa efectividad, como la  oxigenoterapia hiperbárica o potencialmente peligrosos, como la terapia de quelación.

## Resolución del conflicto por posibles daños causados por las vacunas
El Programa estadounidense de compensación por daños causados por las vacunas (VICP, en inglés) se creó para proporcionar un sistema federal sin responsabilidad jurídica para la compensación por las muertes o daños relacionados con las vacunas. Está financiado mediante un impuesto especial de 75 centavos de dólar sobre las vacunas vendidas en Estados Unidos y se estableció después del pánico originado en los años 80 con la vacuna DPT (tétanos, difteria, tos ferina). Incluso, aunque las afirmaciones sobre efectos secundarios fueron posteriormente desacreditadas, se concedieron grandes indemnizaciones judiciales a algunos reclamantes contra daños presúntamente causados por la vacuna DPT y la mayoría de fabricantes de esa vacuna dejaron de producirla. Las demandas contra los fabricantes de vacunas deben ser vistas primero en el tribunal sobre las vacunas. Hasta 2008, el programa pagó 2114 indemnizaciones, totalizando 1700 millones de dólares americanos. Miles de casos de reclamaciones de supuesto autismo sobrevenido están pendientes de ir a juicio y aún no han sido resueltos.
En 2008, el gobierno aceptó un caso sobre un niño que, aunque tenía un trastorno mitocondrial preexistente, sus síntomas compatibles con el autismo surgieron después de 5 inyecciones simultáneas contra nueve enfermedades. El tribunal especial reunido para revisar las demandas según el Programa nacional de compensación de daños por las vacunas resolvió el 12 de febrero de 2009 que los padres de niños con autismo no tenían derecho a compensación en su contencioso sobre su alegación de que ciertas vacunas habían causado autismo en sus hijos.